# María Luisa Bemberg
María Luisa Bemberg (Buenos Aires, 14 d'abril de 1922-ídem, 7 de maig de 1995) fou una directora de cinema i guionista argentina que va destacar com a directora de pel·lícules en temàtiques referides a l'emancipació i reivindicació de la dona i de caràcter feminista. La seva pel·lícula Camila va ser triada per competir al Premi Oscar com a millor pel·lícula estrangera, una de les sis pel·lícules que han accedit a una candidatura en la història del cinema argentí.

## Biografia
Filla d'Otto Eduardo Bemberg i Sofía Elena Bengolea, María Luisa Bemberg va pertànyer a la quarta generació argentina de la poderosa família Bemberg, fundada durant el govern de Juan Manuel de Rosas i la Guerra del Paraguai pel patriarca Otto Bemberg, d'origen alemany. La família (el 1888 fundadora i propietària de la cerveseria Quilmes) es va enfrontar amb Juan D. Perón durant els seus primers dos governs.
Casada amb l'arquitecte Carlos María Miguens el 17 d'octubre de 1945, durant el peronisme va viure a Espanya i França, va tenir quatre fills. Es va divorciar deu anys més tard: deixà de ser -com ella puntualitzava- "la senyora de Miguens, per convertir-se en la senyora de ningú (posteriorment títol d'una de les seves pel·lícules)".
María Luisa Bemberg va ser una de les persones que van presenciar l'obsessió del tinent coronel Carlos Moori Koenig, un dels militars que van enderrocar Juan Perón. Koenig havia segrestat el cadàver embalsamat d'Eva Perón, i l'instal·là a la seva oficina, on l'exhibia als seus visitants.
Influïda per la dècada dels seixanta i el cinema d'Ingmar Bergman, la Nouvelle Vague francesa i italiana, l'obra de Julio Cortázar (especialment la novel·la Rayuela), es va iniciar com a empresària d'espectacles teatrals el 1959: fundà juntament amb Catalina Wolff el Teatre del Globus de Buenos Aires. A Nova York va fer classes amb Lee Strasberg i, a l'Argentina, amb Beatriz Matar.
Va ser una tenaç activista del feminisme i una de les fundadores de la Unió Feminista Argentina. Escrigué la peça teatral La margarida és una flor, sobre la qual basaria el guió de Crònica d'una senyora de Raúl de la Torre, film amb Graciela Borges sobre la classe alta argentina, premiat en el Festival de Sant Sebastià, i Triangle de quatre de Fernando Ayala.
Va fundar la seva pròpia empresa de producció cinematogràfica amb la productora Lita Stantic i als 58 anys, el 1981, va dirigir el seu primer llargmetratge (Momentos): fou molt combatuda per la censura militar durant la turbulenta dècada de 1970 a l'Argentina.
Especialitzada en problemàtica femenina (i la seva situació i enfrontament a la societat patriarcal argentina) evident en les seves pel·lícules Señora de nadie (1981), Miss Mary (amb Julie Christie, 1986) i De eso no se habla (1993, amb Marcello Mastroianni), va obtenir notable repercussió internacional amb pel·lícules enfocades en famoses dones de la història llatinoamericana com Camila sobre Camila O'Gorman amb Susú Pecoraro i Imanol Arias, que va ser nominada a l'Oscar a la millor pel·lícula estrangera el 1985 i Yo, la peor de todas (1990) sobre sor Juana Inés de la Cruz amb Assumpta Serna i Dominique Sanda.
Va morir a Buenos Aires malalta de càncer als 73 anys mentre treballava en el guió per a la seva pel·lícula El impostor, basada en un conte de la seva parenta per via materna Silvina Ocampo, germana de Victoria Ocampo i esposa d'Adolfo Bioy Casares. La pel·lícula va ser dirigida pel seu col·laborador Alejandro Maci el 1997.

## Filmografia[4]
| Any  | Pel·lícula                | Acreditada com a | Acreditada com a | Acreditada com a |
| Any  | Pel·lícula                | Directora        | Guionista        | Actriu           |
| ---- | ------------------------- | ---------------- | ---------------- | ---------------- |
| 1971 | Crónica de una señora     | No               | Sí               | No               |
| 1975 | Triángulo de cuatro       | No               | Sí               | No               |
| 1981 | Momentos                  | Sí               | Sí               | No               |
| 1982 | Señora de nadie           | Sí               | Sí               | No               |
| 1984 | Camila                    | Sí               | Sí               | No               |
| 1986 | Miss Mary                 | Sí               | Sí               | No               |
| 1990 | Yo, la peor de todas      | Sí               | Sí               | No               |
| 1993 | De eso no se habla        | Sí               | Sí               | No               |
| 1994 | La balada de Donna Helena | No               | No               | Sí               |
| 1997 | El impostor               | No               | Sí               | No               |